# Stadhuis van Aken

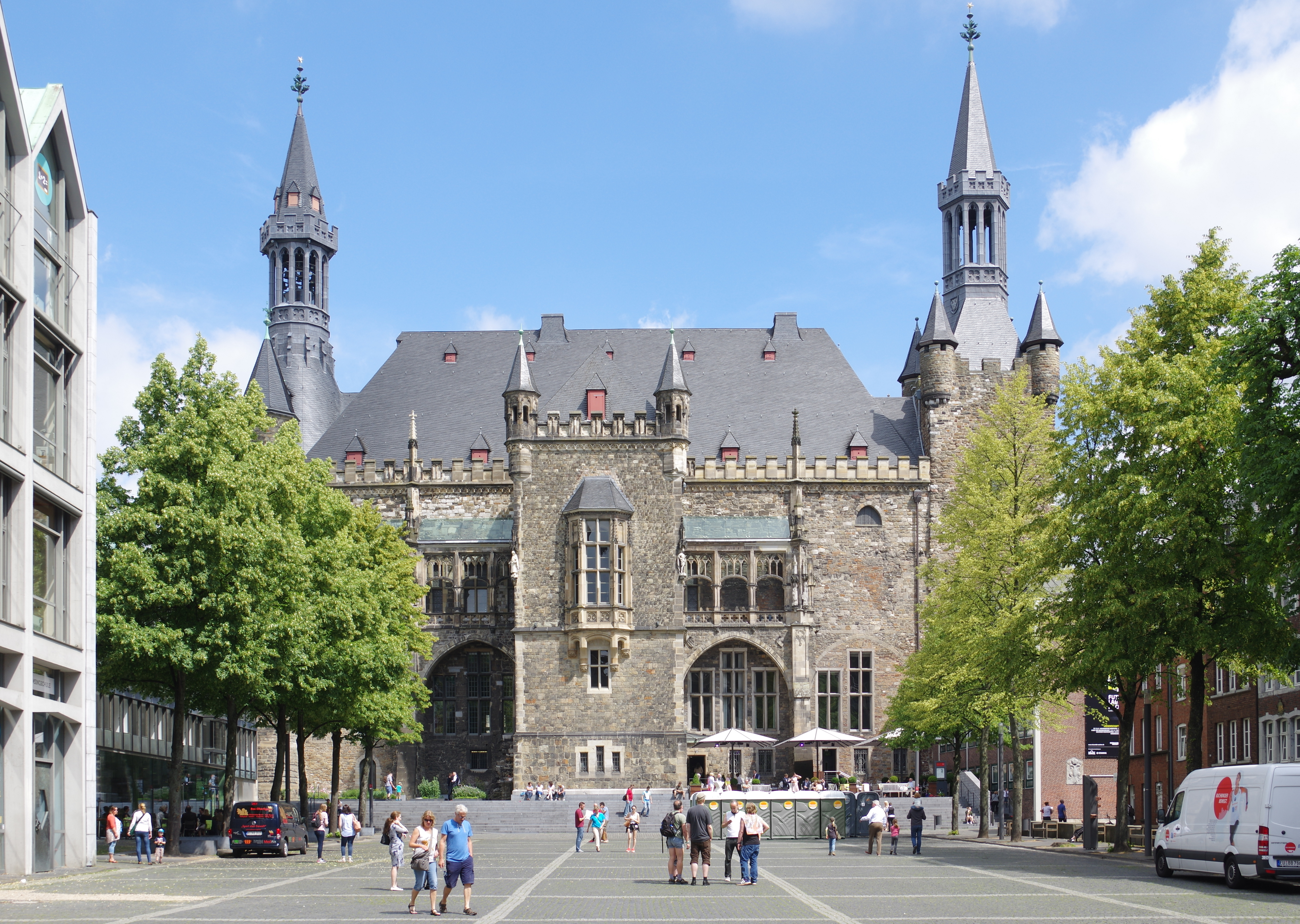
Het Akense raadhuis gezien vanuit het zuiden (Katschhof)

Het stadhuis van Aken is het historische raadhuis van de Duitse stad Aken. Het stadhuis ligt pal tegenover de Dom van Aken, tussen de pleinen Katschhof en Markt. Het is, naast de Dom, het meest prominente gebouw in het historische centrum van Aken. Eén toren dateert nog uit de tijd van Karel de Grote. De Kroningszaal in het verder grotendeels 14e-eeuwse stadhuis werd eertijds gebruikt voor het kroningsmaal volgend op de kroning van de Rooms-Duitse koningen.

## Geschiedenis

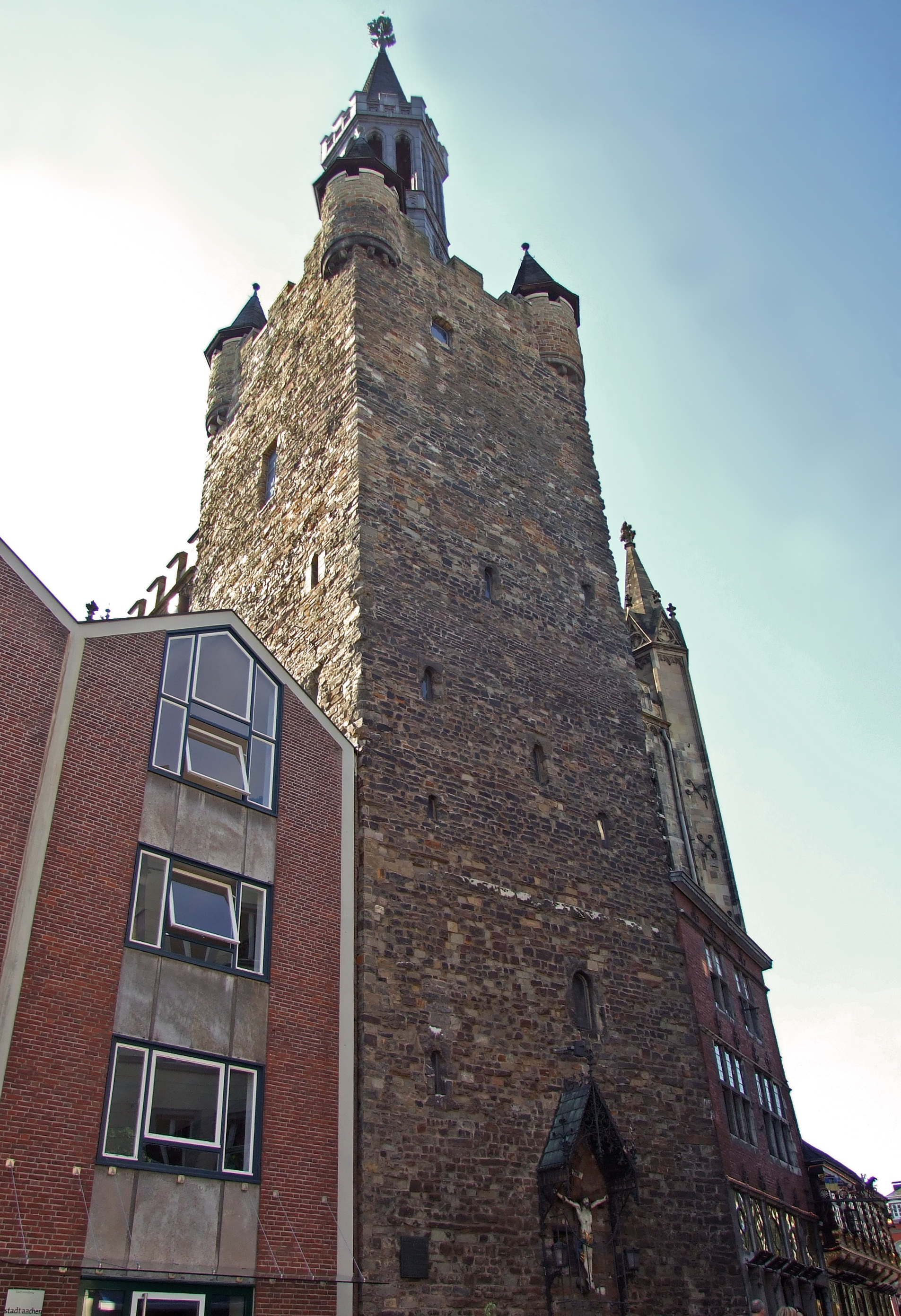
Karolingische Granusturm

In de eerste helft van de 14e eeuw besloten de burgers van Aken en burgemeester Gerhard Chorus (1285-1367) een nieuw stadhuis te bouwen, als teken van hun burgerlijke vrijheid. Tot dan had het 13e-eeuwse Grashaus gediend als raadhuis. De bouw begon in 1330 op de fundamenten van de verwoeste Aula Regia van de Akense koningspalts uit de Karolingische periode. De uit de tijd van Karel de Grote stammende Granusturm werd in het ontwerp van het nieuwe gebouw opgenomen. Het gebouw was in 1349 voltooid. In het nieuwe stadhuis werd een feestzaal voor de Duitse koningen ingericht, waar het kroningsmaal na de kroning in de Dom kon plaatsvinden.
Tijdens een grote stadsbrand in 1656 brandde een deel van de daken en torens af. De beschadigde delen werden in barokstijl herbouwd. In de 18e eeuw werd het stadhuis ingericht als een barok stadspaleis. Kenmerkend voor die fase zijn de houten lambriseringen uit het atelier van Jacques de Reux in de stijl van de Luiks-Akense meubelstijl en de muurschilderingen van Johann Chrysant Bollenrath. Een fraaie barokke zaal is het Werkmeistergericht. Deze zaal was oorspronkelijk ingericht om de kwaliteit van het Akense laken te controleren. Later werd dit de werkkamer van de burgemeester. Een ander hoogtepunt is de Weißer Saal. Voor de ceremoniële ondertekening van het Verdrag van Aken, het vredesverdrag dat in 1748 een einde maakte aan de Oostenrijkse Successieoorlog, werd de Friedenssaal ingericht, die echter als gevolg van geschillen over de rangvolgorde van de gezanten niet werd gebruikt. Als compensatie voor de gemaakte kosten kreeg de stad portretten van de gezanten. Deze bevinden zich tegenwoordig in verschillende kamers van het stadhuis.
In de 19e eeuw werd het stadhuis heringericht in neogotische stijl met historiserend beeldhouwwerk en schilderingen. Zo werd de gevel aan de markt voorzien van de beeltenissen van 50 Duitse koningen. De door muren gedeelde kroningszaal werd gerestaureerd en kreeg een nieuwe toegang, het Ark'schen Treppenhaus. De schilder Alfred Rethel kreeg de opdracht om de zaal met een cyclus van grootschalige fresco's op te sieren. De door Rethel in 1847 begonnen en in 1861 door een leerling voltooide cyclus toont stadia en legenden uit het leven van Karel de Grote. De cyclus vormt, na de vernietiging van vergelijkbare schilderingen, onder andere in het Neues Museum in Berlijn, een belangrijk voorbeeld van laat-romantische schilderkunst in Duitsland.
Bij een grote brand in 1883 werden opnieuw de daken en torens verwoest. De restauratie werd voltooid in 1902. Rond dezelfde tijd werd een nieuw administratief gebouw op het aangrenzende Katschhof gebouwd.
Tijdens de Tweede Wereldoorlog werd het stadhuis zwaar beschadigd door geallieerde bombardementen. Met de restauratie werd meteen na de oorlog begonnen. Aan het einde van de jaren 1970 werd het interieur gerestaureerd en gedeeltelijk vernieuwd. Tevens kreeg het gebouw nieuwe torenspitsen.

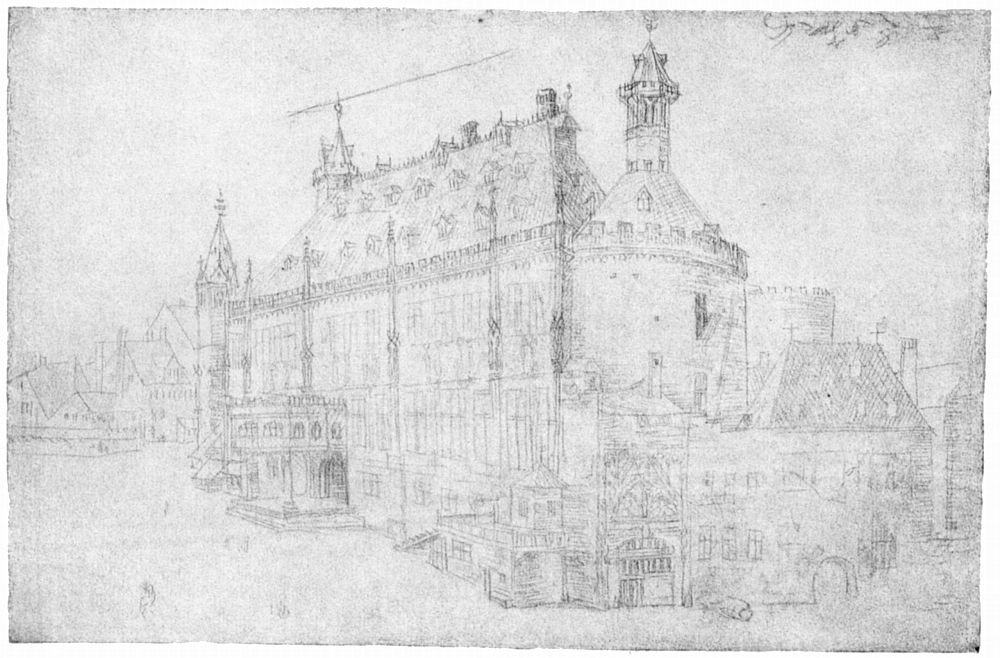
Het stadhuis van Aken, (Albrecht Dürer, 1520)
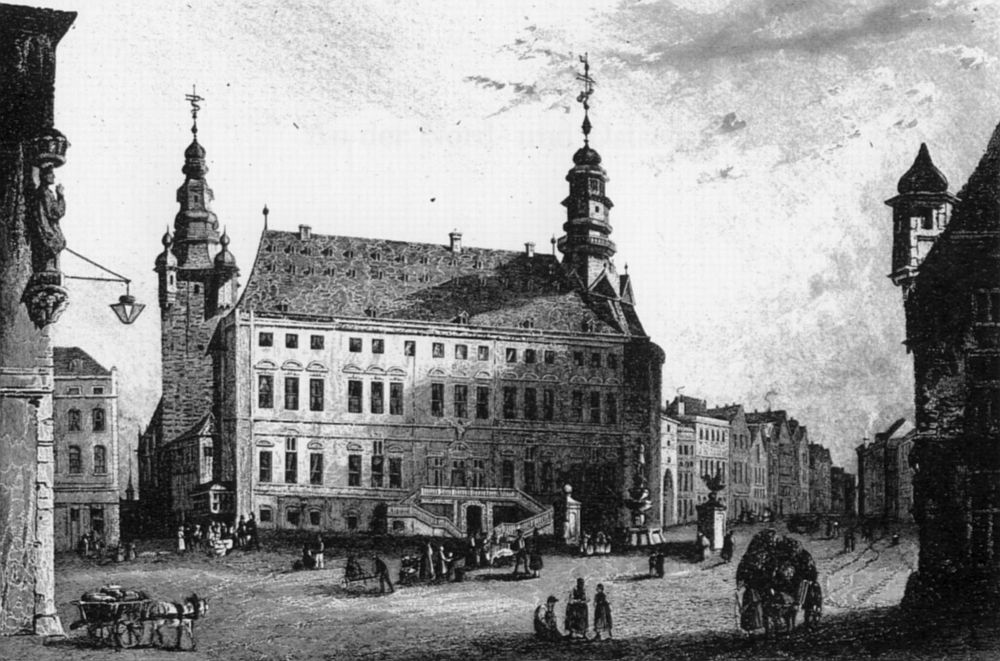
Het barokke raadhuis (Henry Winkles, 1840)
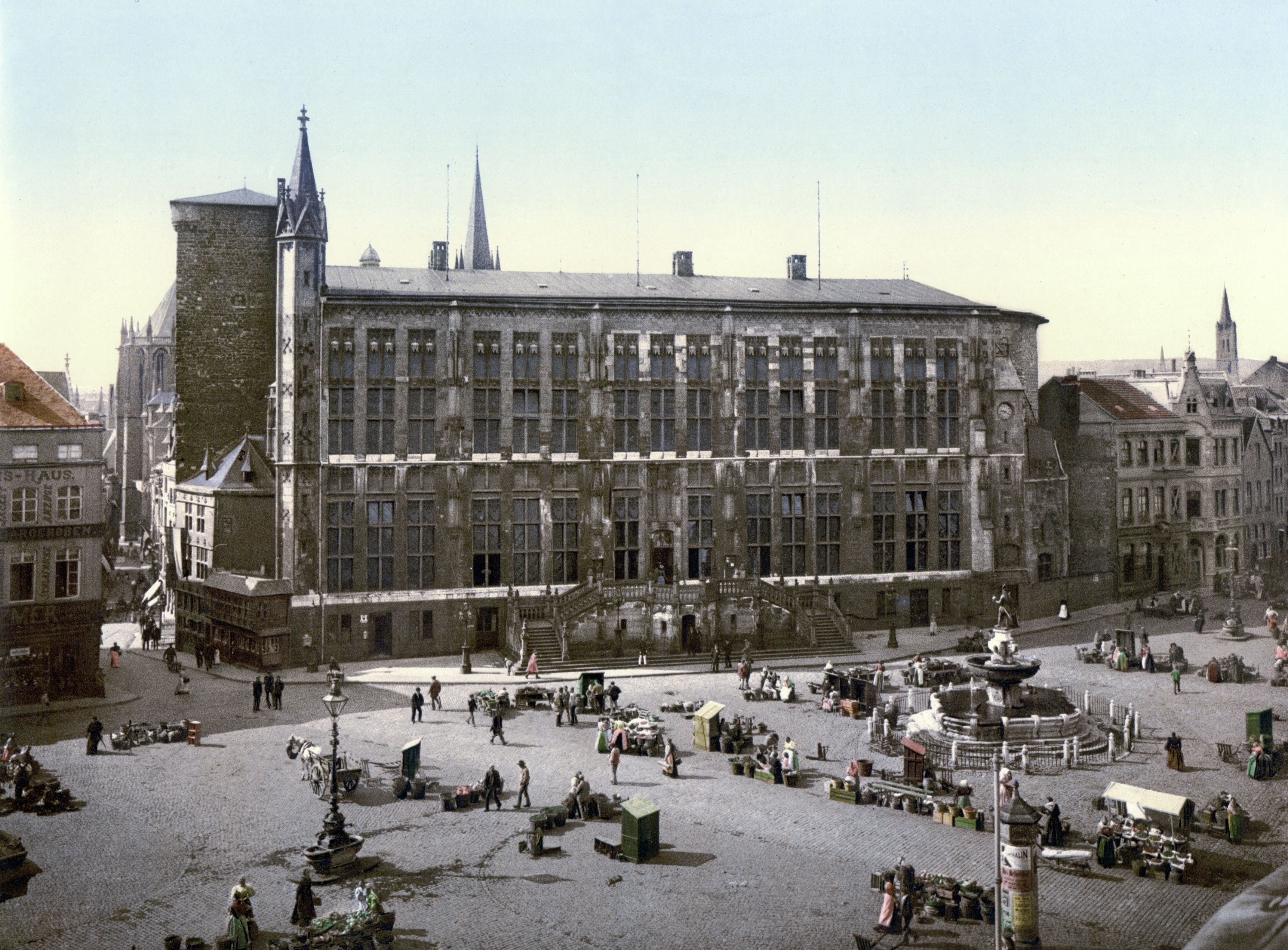
Het raadhuis na de brand van 1883
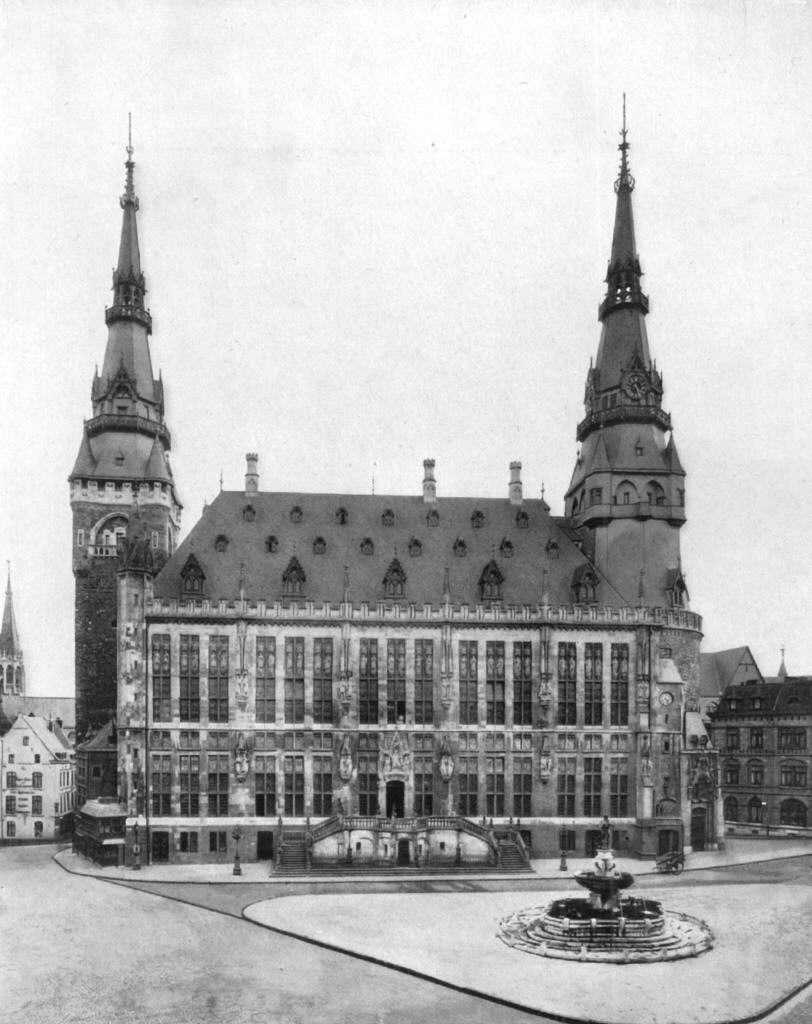
Met neogotische torenspitsen, 1925

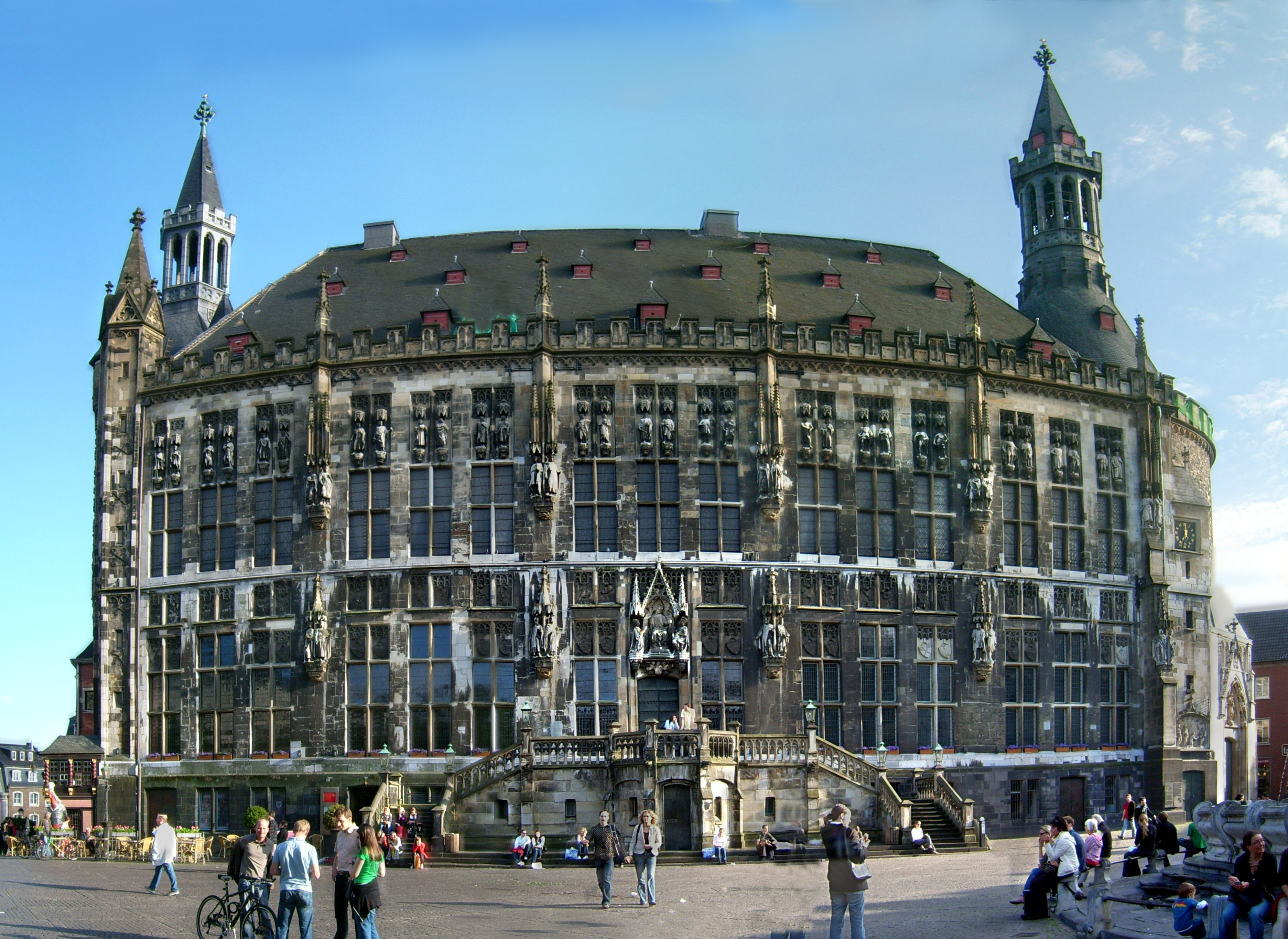
Het raadhuis gezien vanuit het oosten (Markt)

## Huidige functie
Net als voorheen zetelt in het stadhuis van Aken de burgemeester en gemeenteraad. Verder wordt hier elk jaar de Internationale Karelsprijs Aken uitgereikt.
Het stadhuis van Aken is een belangrijke toeristische attractie. Sinds 2009 is het onderdeel van de Route Charlemagne, waarbij historische locaties die herinneren aan Karel de Grote voor bezoekers toegankelijk worden gemaakt. Een tentoonstelling geeft uitleg over de geschiedenis en de kunsthistorische betekenis van het raadhuis en de interactieve gids Aixplorer ('Aix' = Aken) geeft onder andere een indruk van een kroningsfeestmaal. Een centrale plaats in de expositie wordt ingenomen door de kopieën van de regalia van de Duitse koningen. Het zijn getrouwe kopieën van de originele kroonjuwelen uit de voormalige keizerlijke schatkamer in Wenen, die in 1915 in opdracht van keizer Wilhelm II voor een tentoonstelling werden vervaardigd. Ze herinneren aan de 31 konings- en keizerskroningen die in de periode 813-1531 te Aken plaatsvonden. Onder de tentoongestelde regalia bevindt zich een kopie van het Reichsevangeliar (een manuscript van het Evangelie uit de tijd van Karel de Grote), het zogenaamde zwaard van Karel de Grote, de keizerskroon van keizer Otto I de Grote en de rijksappel.
Verder zijn in het raadhuis de portretten van keizer Napoleon I (uit 1807) en keizerin Joséphine (1805) te zien.

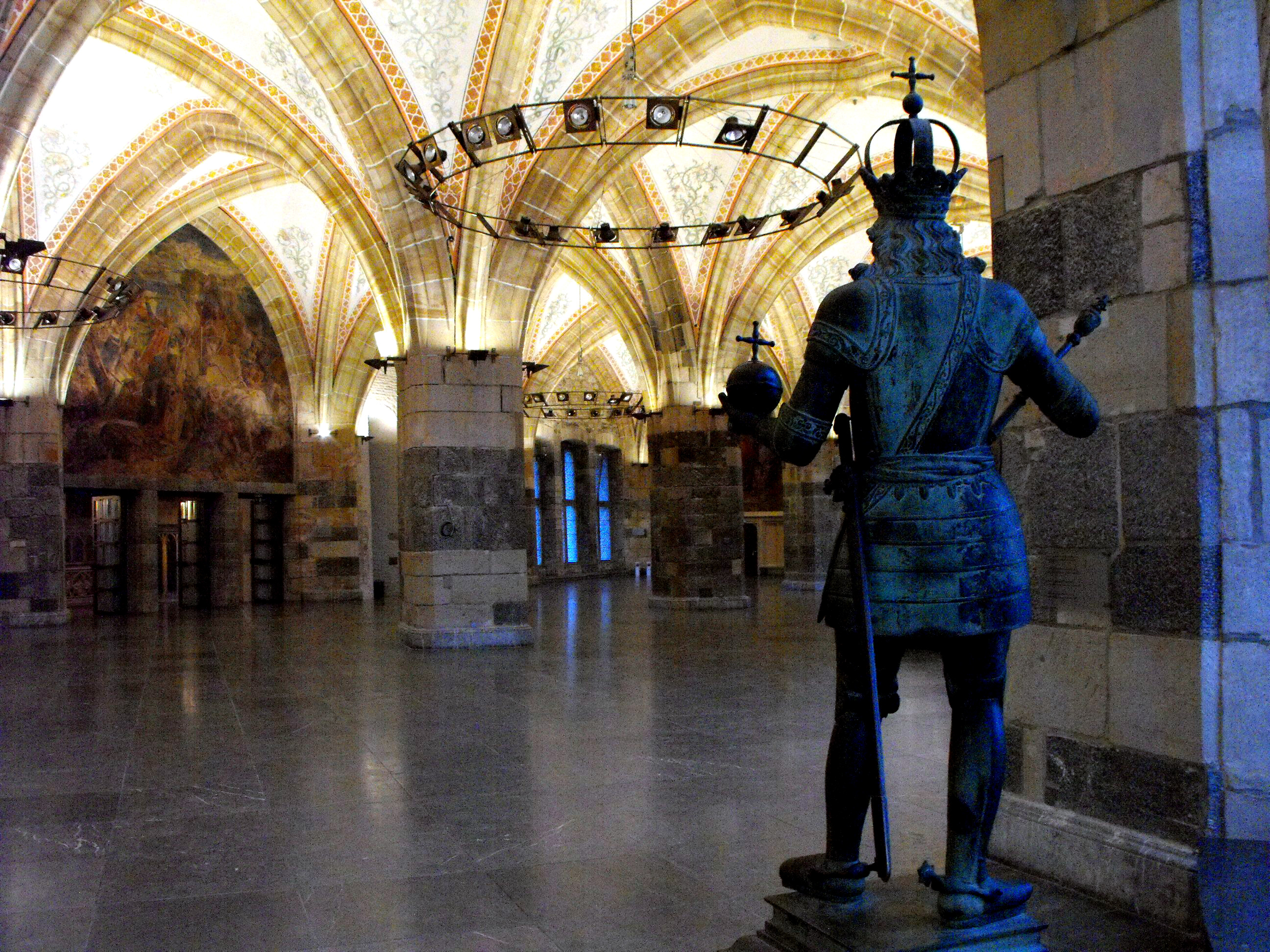
Kroningszaal
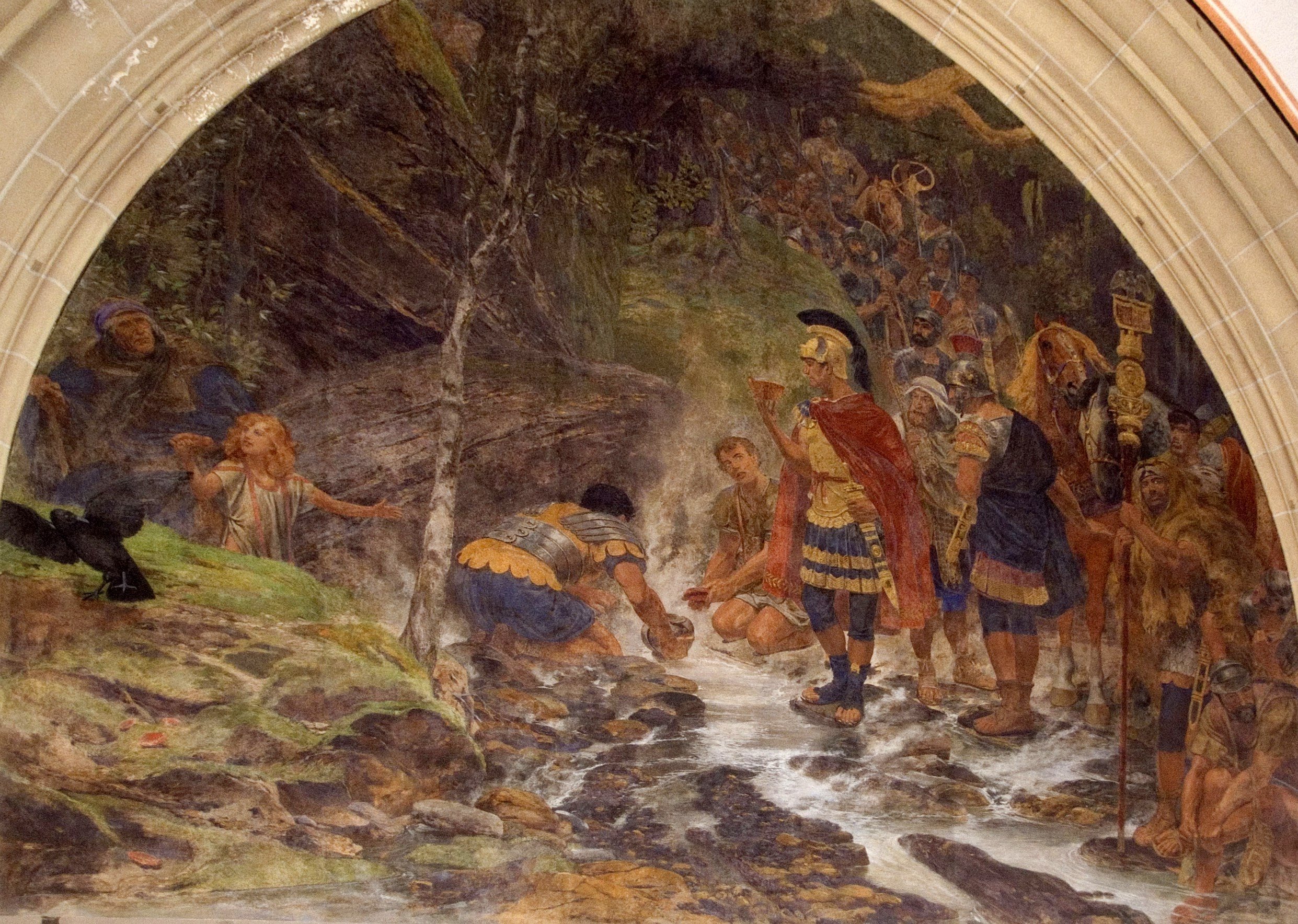
Wandschildering
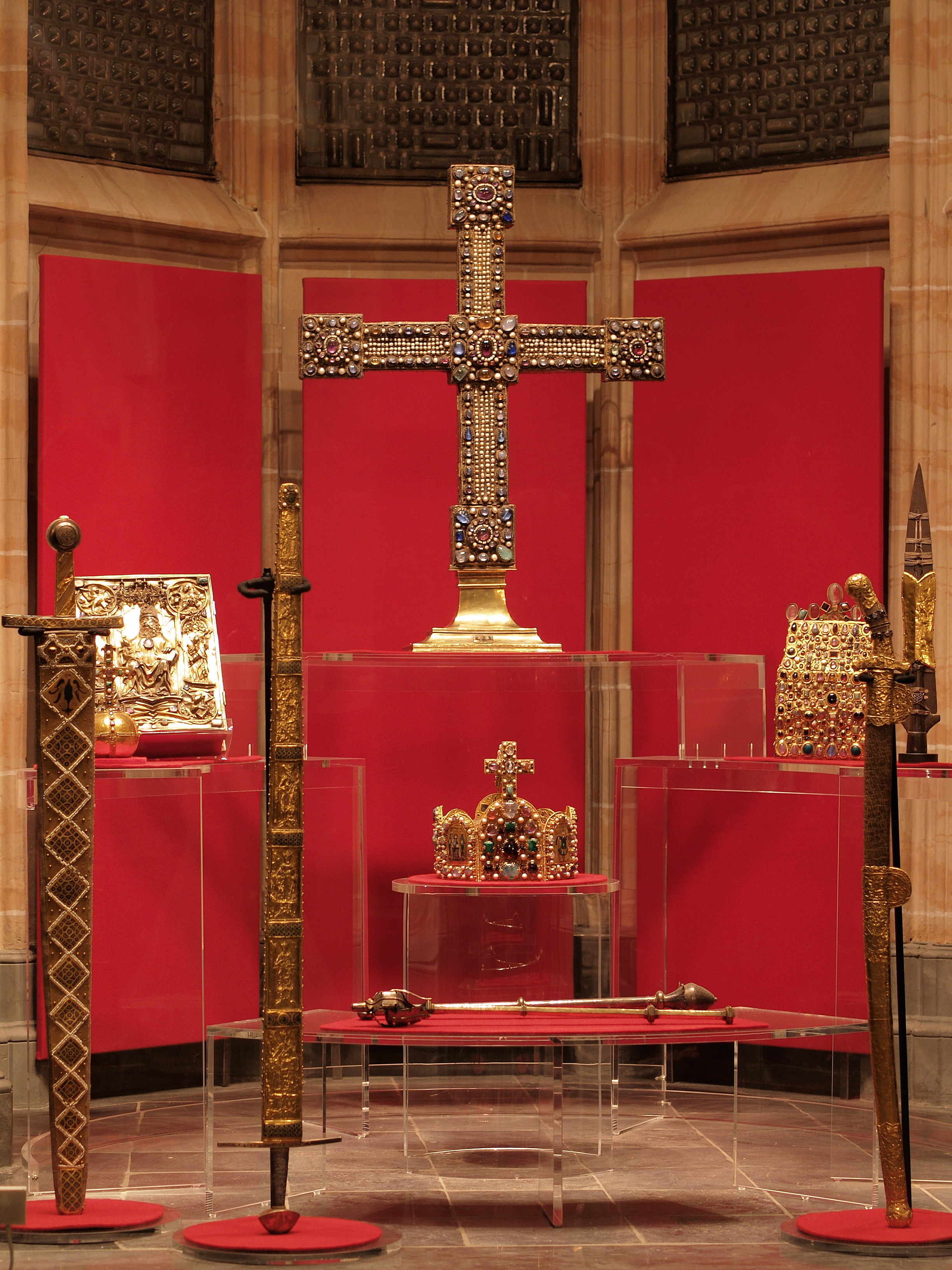
Kopieën kroonjuwelen
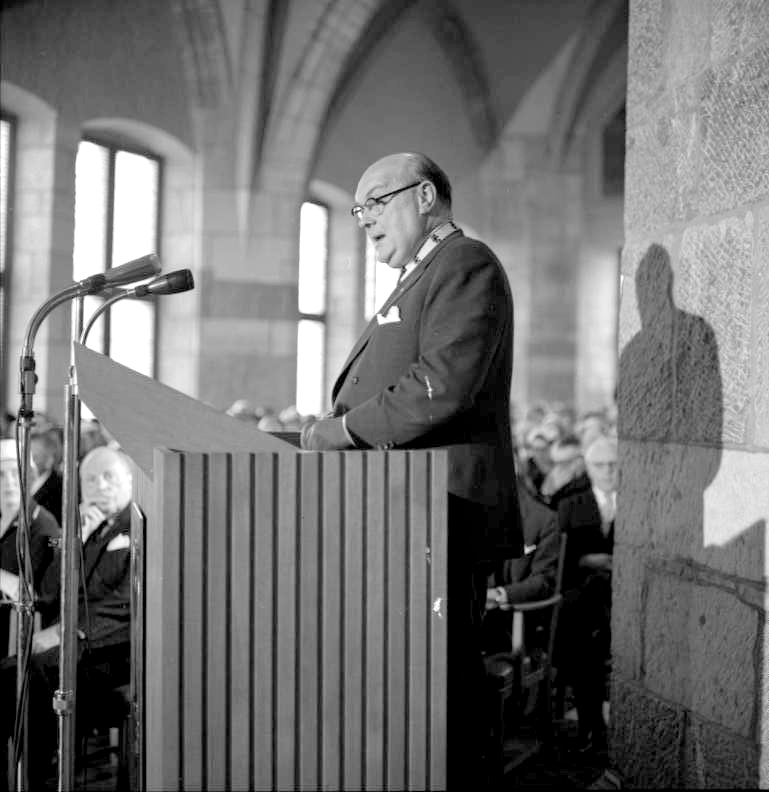
Karlspreis Paul Henri Spaak